# Maud de Chaworth
Maud de Chaworth (auch Matilda de Chaworth; * 1282; † zwischen 4. August 1320 und 3. Dezember 1322) war eine englische Adlige.

## Herkunft
Maud de Chaworth entstammte der alten anglonormannischen Familie Chaworth. Sie war die einzige Tochter von Patrick de Chaworth und von dessen Frau Isabella de Beauchamp, einer Tochter von William de Beauchamp, 9. Earl of Warwick.

## Leben
Ihr Vater war nach dem Tod seines älteren Bruders Payn de Chaworth 1279 Lord von Kidwelly geworden, doch er starb bereits ein Jahr nach ihrer Geburt. Maud war somit eine reiche Erbin; zu ihrem Erbe gehörten neben Kidwelly auch Ogmore Castle in den Welsh Marches sowie weitere Güter in Gloucestershire, Northamptonshire, Hampshire und Wiltshire in England. Ihre Mutter heiratete 1285 in zweiter Ehe Hugh Despenser. Aus dieser Ehe entstammte Hugh le Despenser, der somit ihr Halbbruder war. Mauds Vormund wurde Königin Eleonore von Kastilien, während ihre Ländereien von König Eduard I. an William de Valence zur Verwaltung übergeben wurden. Nach dem Tod von Königin Eleonore wurde Edmund Crouchback, der Bruder des Königs ihr Vormund. Sie wurde mit Henry Plantagenet, dem zweiten Sohn ihres Vormunds Edmund Crouchbacks verlobt, die beiden heirateten 1297. Ihr Ehemann brachte die Herrschaft Monmouth mit den Burgen Grosmont, Skenfrith und White Castle mit in die Ehe. Ihre Mutter vermachte ihr nach ihrem Tod 1306 die Güter, die sie als Mitgift von ihrem Vater erhalten hatte. Zusammen mit ihrem Mann Henry setzte Maud den von ihrem Onkel Payn de Chaworth begonnenen Ausbau von Kidwelly Castle fort.
Mauds Schwager Thomas of Lancaster, 2. Earl of Lancaster, der ältere Bruder Henrys, wurde zum unversöhnlichen Gegner ihres Halbbruders Hugh le Despenser, bis Thomas schließlich nach einer gescheiterten Rebellion gegen den König 1322 hingerichtet wurde. Maud starb zwischen dem 4. August 1320 und dem 3. Dezember 1322 und wurde in der Priorei Mottisfont in Hampshire beigesetzt.

## Familie und Nachkommen
Maud und ihr Ehemann bekamen sieben Kinder:
1. Blanche of Lancaster (1305–1380) ⚭ Thomas Wake, 2. Baron Wake of Liddell
2. Henry of Grosmont (um 1310–1361) ⚭ Isabella de Beaumont, Tochter von Henry de Beaumont und Alicia Comyn, 8. Countess of Buchan
3. Matilda of Lancaster (1310–1377) ⚭ I William Donn de Burgh, 3. Earl of Ulster; ⚭ II Ralph Ufford
4. Joan of Lancaster (1312–1345) ⚭ John Mowbray, 3. Baron Mowbray
5. Isabel of Lancaster, Äbtissin von Amesbury Abbey (1317–1347)
6. Eleanor of Lancaster (1318–1372) ⚭ I John de Beaumont, 2. Baron Beaumont; ⚭ II Richard FitzAlan, 10. Earl of Arundel
7. Mary of Lancaster (1320–1362) ⚭ Henry Percy, 3. Baron Percy

Nach ihrem Tod heiratete ihr Ehemann nicht wieder, er erhielt schließlich die Ländereien und Titel seines Bruders und starb 1345.